# Malaver (Buenos Aires)
Malaver es un barrio no oficial ubicado en el partido de General San Martín, Provincia de Buenos Aires, Argentina, en la zona norte del Gran Buenos Aires. Límite entre Villa Ballester y San Andrés.
Se encuentra repartido entre los barrios oficiales de Villa Ballester Noreste y Villa General Juan Gregorio de Las Heras.
El barrio cuenta con un gran número de centros educativos de gestión pública y privada, una plaza principal (Plaza Alem), una comisaría (Comisaría 9.ª), el Liceo Militar General San Martín -inaugurado en 1939- y el predio donde se encuentran San Martín Factory, Easy San Martín y Jumbo San Martín -en funcionamiento desde 1994- 
donde previamente funcionaba la fábrica de ladrillos Nervegna (antiguamente esas tierras pertenecían al Ejército Argentino, estando contiguas calle de por medio al actual Liceo Militar). En uno de los extremos de dicho predio, orientada hacia la calle 83 (Arenales) se encuentra la Subestación Malaver de la empresa Edenor que abastece de energía eléctrica a un importante sector del Partido de General San Martín y en menor medida al extremo sudeste del Partido de Vicente López.
También cuenta con un centro privado de salud, la Clínica Santa María, en las inmediaciones de la estación de ferrocarril.
Si bien es un barrio de perfil mayoritariamente residencial, que alterna sectores de chalets de grandes dimensiones con otros de vivienda de tipología monoblock, a la vez alberga pequeñas y medianas industrias de renombre en el Partido de General San Martín y que también son reconocidas a nivel nacional.
Cuenta con un pequeño centro comercial que se extiende principalmente sobre la Calle N°71 (América) -desde su intersección con Calle N°94 (Salta) hasta Calle N°110 (José Hernández).
Es la decimosegunda estación del ramal José León Suárez del Ferrocarril Bartolomé Mitre. Véase: Estación Malaver.
Las líneas de colectivos 78, 87, 237, 252, 304, 343, atraviesan el barrio facilitando entre otros, el acceso a la Ciudad Autónoma de Buenos Aires.
La arteria principal de Malaver es la Diagonal N°100 (Industria) que nace en las vías del Ferrocarril y concluye en la Ruta Provincial N°8.

## Toponimia
En honor a Antonio Malaver (1835-1897), político y jurisconsulto argentino.
Ministro de Gobierno de la provincia de Buenos Aires durante el mandato del Gobernador Emilio Castro, habilita el Cementerio del Oeste (Chacarita) en 1871, cuando la epidemia de fiebre amarilla azota a la ciudad de Buenos Aires. En sus últimos años es nombrado académico titular de la Facultad de Derecho de la Universidad de Buenos Aires.

## Sismicidad
La región responde a la «subfalla del río Paraná», y a la «subfalla del río de la Plata», con sismicidad baja; y su última expresión se produjo el 5 de junio de 1888 (137 años), a las 3.20 UTC-3, con aproximadamente 5,0 en la escala de Richter (terremoto del Río de la Plata de 1888).
La Defensa Civil municipal debe advertir sobre escuchar y obedecer acerca de
Área de
- Tormentas severas periódicas
- Baja sismicidad, con silencio sísmico de 137 años